# Miss Guatemala 2014
La 60ª edición del certamen Miss Guatemala, correspondiente al año 2014, se realizó el 17 de mayo de 2014 en el Teatro Fantasía, IRTRA Petapa, en Ciudad de Guatemala, Guatemala. Candidatas de 6 Departamentos compitieron por el título. Al final del evento Paulette Samayoa, Miss Guatemala 2013, coronó a Ana Luisa Montufar de Guatemala como su sucesora.
La noche final fue emitida en vivo y en directo por los canales Nacionales de Guatemala. La gala final estuvo conducida por Jackellinne Piccinini y Cristian Zamora. Los artistas que amenizaron la velada fueron los cantantes guatemaltecos Kim Lou y Andrés Mendoza.

## Resultado
| Posiciones                   | Delegada                                 |
| ---------------------------- | ---------------------------------------- |
| Miss Guatemala 2014          | Guatemala – Ana Luisa Montufar           |
| Miss World Guatemala         | Municipio de Livingston - Keyla Bermúdez |
| Miss Guatemala Internacional | Guatemala Este – Claudia Herrera         |
| Virreina                     | Izabal - Emely Rodríguez                 |
| Primera Finalista            | Retalhuleu - Amarilis Calderón           |
| Segunda Finalista            | Guatemala Oeste - Barbie Peña            |

## Candidatas
6 candidatas compitieron en Miss Guatemala 2014.
| Departamento/Municipio  | Candidata          |
| ----------------------- | ------------------ |
| Guatemala               | Ana Luisa Montufar |
| Guatemala Este          | Claudia Herrera    |
| Guatemala Oeste         | Barbie Peña        |
| Izabal                  | Emely Rodríguez    |
| Municipio de Livingston | Keyla Bermúdez     |
| Retalhuleu              | Amarilis Calderón  |

Retiros: se retiraron de la competencia como candidatas oficiales Ana Gabriela Monzón Padilla (25 años) quien había sido Miss Teen Guatemala 2006 y Top 20 en Miss Tourism Queen International 2009 en China. Además, Cintya Lisbeth Contreras Paz de Petén, quien fue Miss Turismo Guatemala 2012.
- Datos: Q24525548